# Altreuth (Pretzfeld)
Altreuth ist ein Wohnplatz des Marktes Pretzfeld im Landkreis Forchheim (Oberfranken, Bayern).

## Geografie

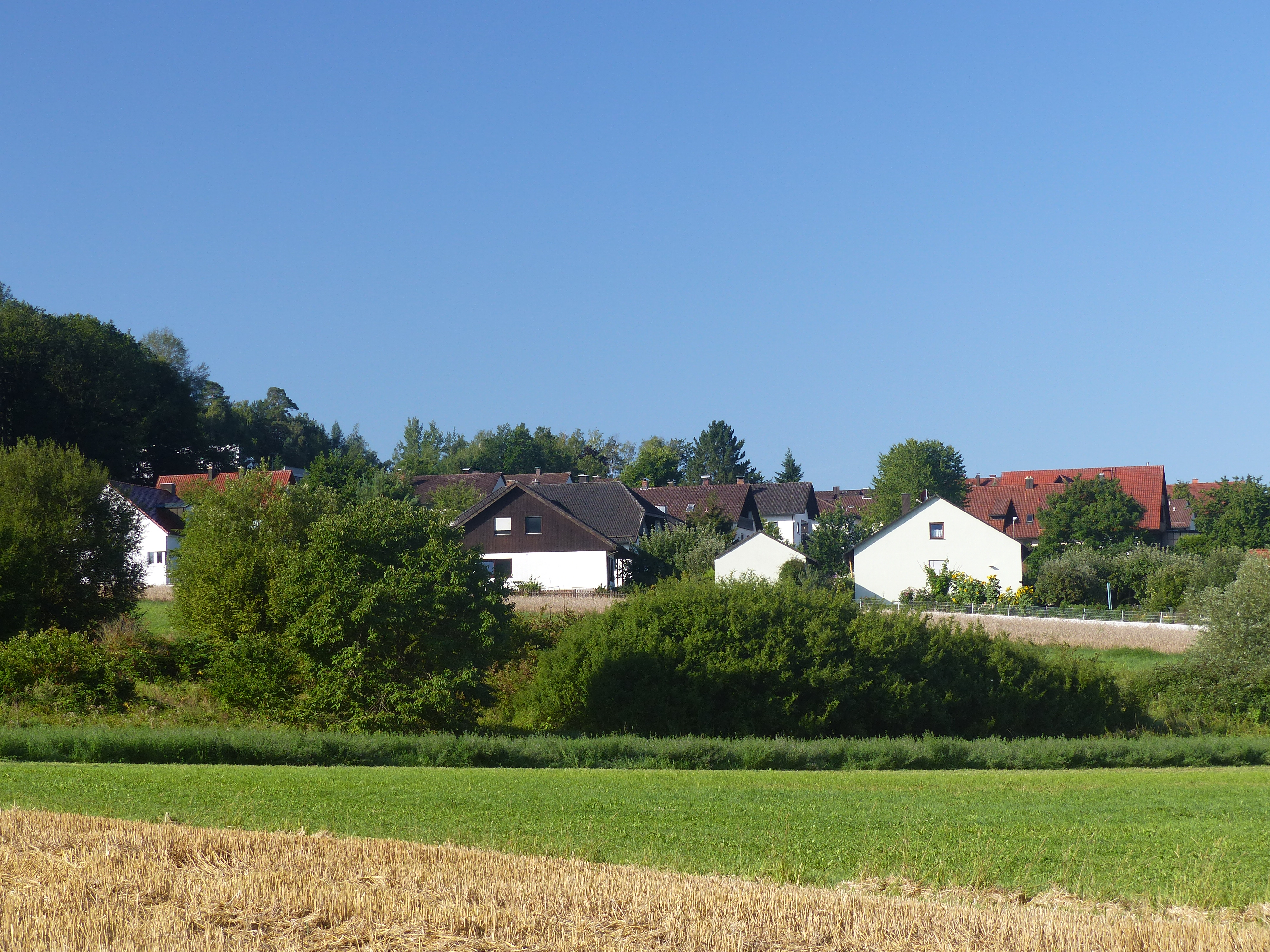
Der nordwestliche Ortsbereich von Norden her gesehen

Die Siedlung im Osten des Erlanger Albvorlandes befindet sich etwa eineinhalb Kilometer südlich des Ortszentrums von Pretzfeld auf einer Höhe von 317 m ü. NHN.

## Geschichte
Altreuth ist eine Ortschaft, die erst vor wenigen Jahrzehnten entstand. Zu Beginn der 1970er Jahre existierte auf dem Areal der heutigen Siedlung kein einziges Gebäude. Die nächstgelegene Ansiedlung war der Weiler Kolmreuth südlich davon, mit dem Altreuth bereits zu Beginn des 21. Jahrhunderts beinahe zusammenwuchs. Historisch war das Gebiet, auf dem die Siedlung errichtet wurde, bereits seit langer Zeit mit Pretzfeld verbunden, denn es lag auf dem Gebiet von dessen Dorfmarkung.

## Verkehr
Die Anbindung an das öffentliche Straßenverkehrsnetz wird durch eine Gemeindeverbindungsstraße hergestellt, die von der nordwestlich des Ortes verlaufenden Kreisstraße FO 2 abzweigt. Eine weitere Gemeindeverbindungsstraße führt in den südwestlich anschließenden Nachbarort Kolmreuth. Der ÖPNV bedient den Weiler an einer Haltestelle der Buslinie 222 des VGN, der nächstgelegene Bahnhof an der Wiesenttalbahn befindet sich in Pretzfeld.